# Axel Stein
Axel Stein (Wuppertal, 28 febbraio 1982) è un attore tedesco.
Ha anche all'attivo un film da regista e sceneggiatore, ovvero Tape_13 (2014).

## Filmografia parziale

### Cinema
- Porky College 2 - Sempre più duro (Harte Jungs), regia di Marc Rothemund (2000)
- Schule, regia di Marco Petry (2000)
- Feuer, Eis & Dosenbier, regia di Matthias Dinter (2002)
- Porky College: un duro per amico (Knallharte Jungs), regia di Granz Henman (2002)
- Die Klasse von '99 - Schule war gestern, Leben ist jetzt, regia di Marco Petry (2003)
- Snowfever, regia di Pim van Hoeve (2004)
- Barfuss, regia di Til Schweiger (2005)
- 7 Zwerge - Der Wald ist nicht genug, regia di Miguel Angelo Pate e Sven Unterwaldt Jr. (2006)
- Kein Bund fürs Leben, regia di Granz Henman (2007)
- Tell, regia di Mike Eschmann (2007)
- Lauf um Dein Leben - Vom Junkie zum Ironman, regia di Adnan Köse (2008)
- Morgen, ihr Luschen! Der Ausbilder-Schmidt-Film, regia di Mike Eschmann (2008)
- Tesoro, sono un killer (Mord ist mein Geschäft, Liebling), regia di Sebastian Niemann (2009)
- La banda dei coccodrilli (Vorstadtkrokodile), regia di Christian Ditter (2009)
- Die Superbullen - Sie kennen keine Gnade, regia di Gernot Roll (2011)
- La banda dei coccodrilli - Tutti per uno (Vorstadtkrokodile 3), regia di Wolfgang Groos (2011)
- Schutzengel, regia di Til Schweiger (2012)
- Mann tut was Mann kann, regia di Marc Rothemund (2012)
- Nicht mein Tag, regia di Peter Thorwarth (2014)
- 3 Türken & ein Baby, regia di Sinan Akkus (2015)
- 8 Saniye, regia di Ömer Faruk Sorak (2015)
- Ghosthunters - Gli acchiappafantasmi (Gespensterjäger), regia di Tobi Baumann (2015)
- Macho Man, regia di Christof Wahl (2015)
- Aiuto, ho ristretto la prof! (Hilfe, ich hab meine Lehrerin geschrumpft), regia di Sven Unterwaldt Jr. (2015)
- Bruder vor Luder, registi vari (2015)
- Seitenwechsel, regia di Vivian Naefe (2016)
- Männertag, regia di Holger Haase (2016)
- Schatz, nimm du sie!, regia di Sven Unterwaldt Jr. (2017)
- Simpel, regia di Markus Goller (2017)
- Ötzi - L'ultimo cacciatore (Der Mann aus dem Eis), regia di Felix Randau (2017)
- Aiuto, ho ristretto mamma e papà! (Hilfe, ich hab meine Eltern geschrumpft), regia di Tim Trageser (2018)
- Meine teuflisch gute Freundin, regia di Marco Petry (2018)
- I pesci rossi (Die Goldfische), regia di Alireza Golafshan (2019)
- Benjamin l'elefante (Benjamin Blümchen), regia di Tim Trachte (2019)
- Magic Kids - L'eclissi solare (Die Wolf-Gäng), regia di Tim Trageser (2020)
- Way Down - Rapina alla banca di Spagna (Way Down), regia di Jaume Balagueró (2021)
- Aiuto, ho ristretto i miei amici! (Help, I Shrunk My Friends), regia di Granz Henman (2021)
- JGA: Jasmin. Gina. Anna., regia di Alireza Golafshan (2022)
- Over & Out, regia di Julia Becker (2022)
- Manta, Manta - Zwoter Teil, regia di Til Schweiger (2023)
- Hard Feelings (Hammerharte Jungs), regia di Granz Henman (2023)
- Blame the Game (Spieleabend), regia di Marco Petry (2024)

### Televisione
- Die Wache - serie TV, 4 episodi (1996-1998)
- Verliebte Jungs - film TV (2001)
- Axel! - serie TV, 10 episodi (2002-2004)
- Axel! wills wissen - serie TV, 26 episodi (2005-2006)
- Hausmeister Krause - Ordnung muss sein - serie TV, 78 episodi (1999-2010)
- Turbo & Tacho - film TV (2013)
- Volltreffer - film TV (2016)
- Einstein - serie TV, 5 episodi (2019)
- Professor T. - serie TV, 7 episodi (2018-2019)
- Mein Freund das Ekel - film TV (2019)
- Zero - film TV (2021)

## Doppiatori italiani
Nelle versioni in italiano delle opere in cui ha recitato, Axel Stein è stato doppiato da:
- Tony Sansone in Porky College: un duro per amico
- Gianfranco Miranda in Way Down - Rapina alla Banca di Spagna
- Francesco Cavuoto in Hard Feelings
- Alessandro Budroni in Blame the Game